# Runas
La commande Windows runas, de l'anglais run as, littéralement « lancer en tant que », permet d'exécuter des programmes avec les permissions d'un autre utilisateur.
Sur les versions pro de Windows 7, elle est équivalente à un clic droit sur le fichier, puis Lancer en tant que....

## Exemples
La commande par défaut impose la syntaxe suivante :
```
runas /noprofile /user:mymachine\administrator cmd

```

Le mot de passe du compte ainsi invoqué est ensuite demandé.
Par exemple, pour autoriser les utilisateurs à voir un fichier caché, depuis une de leurs sessions, il faut lancer :
```
runas /noprofile /user:administrateur attrib -f fichier.txt

```

## Comparaison avec Unix:sudo
Sur Unix (y compris Linux), il existe une commande analogue à runas, il s'agit de sudo ; la configuration de la sécurité se fait par un simple fichier texte alors que sous Windows, la configuration de la sécurité se fait via l'UAC.